# Firmin Boissin
Simon Firmin Boissin (Vernon, 1835. december 17. – Ardèche megye, 1893. július 13.) francia katolikus író, újságíró, rózsakeresztes volt. Az 1866 és 1901 között megjelent Le Messager de Toulouse napilap főszerkesztője, a Jan de la Lune novella írója.

## Élete

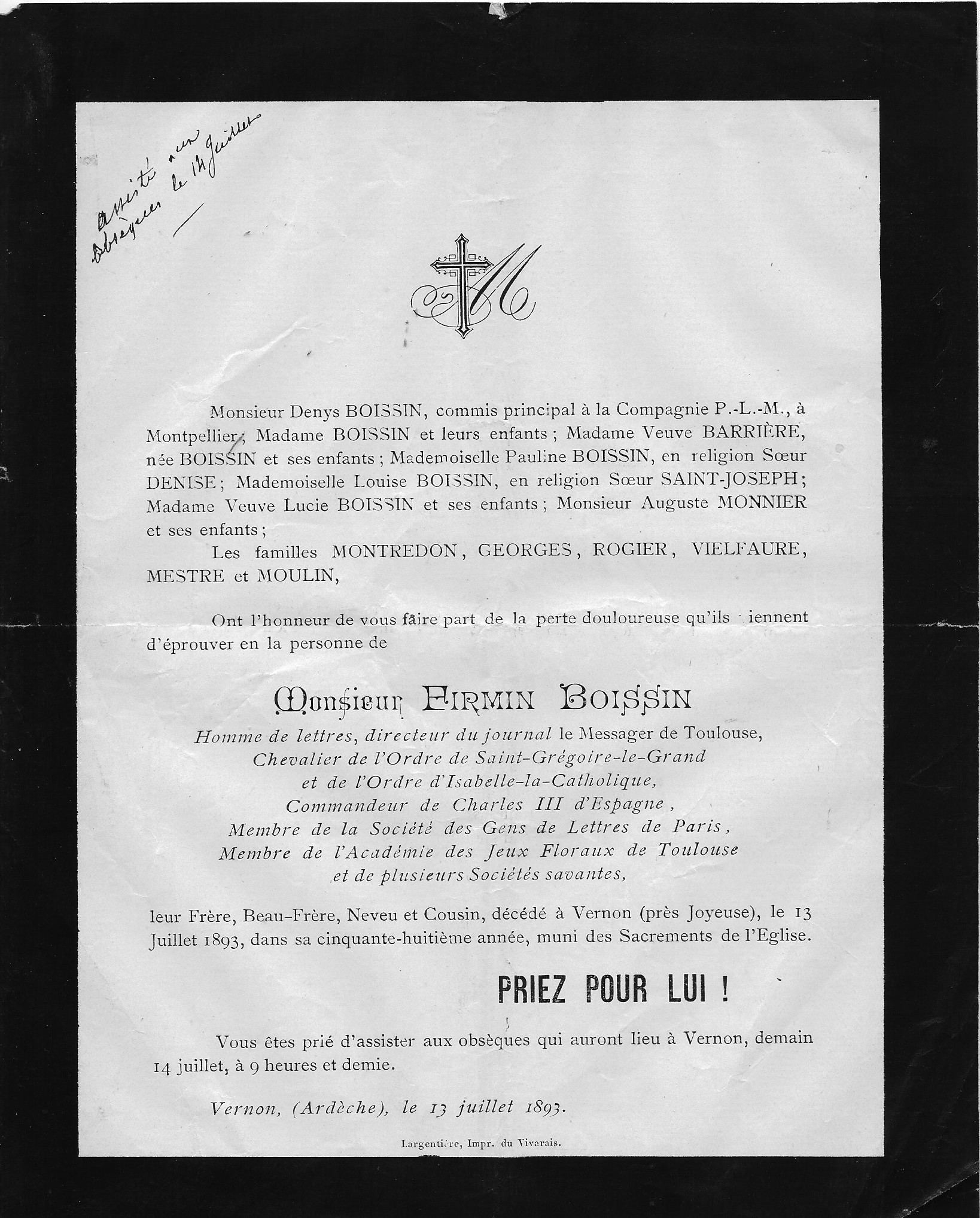
Temetési értesítő

Egyházi iskoláit Aubenasban és Viviers-ben végezte. A Montpellier-i Egyetemen szerzett bölcsész diplomát, mely után nyelvtantanárként dolgozott Cavaillonban és Avignonban. Később egy rövid ideig Spanyolországban élt, ahol az írói pálya mellett döntött.
Visszatérve, Párizsban, a Bibliothèque de l'Arsenal könyvtárban helyezkedett el, ahol egy földije, Paul-Mathieu Laurent (1793-1877) volt a kurátor. Itt magazinoknak, folyóiratoknak írt cikkeket, és ahol első műveit is kiadta Simon Brugal álnéven.
1871-ben a toulouse-i Le Messager de Toulouse szerkesztője lett. Habár élete nagy részét innentől Toulousban töltötte, kapcsolatban maradt szülőföldjével, a történelmi Vivarais régióval, ahol számos történelmi témájú novellát írt, melyek közül a legismertebb a Jan de la Lune, mely ellenforradalmi témájú. E mellett irodalomkritikusként is tevékenykedett.
1887-ben Toulouse-ban az - 1694-ben alapított, 40-fős - Académie des jeux floraux nevű irodalmi akadémia 38. székének birtokosává választották.

## Rózsakeresztesség
Mindemellett tagja volt a Rózsakeresztes Rendnek. A Rend toulousi perjele, illetve a Rend kommendátora és a 14-ek Tanácsának elöljárója volt. Boissin avatta tagjaik közé 1858-ban Joséphin Péladan bátyját, Adrien Péladant.
Rajta kívül még két rendtag neve maradt fent: Vicomte de Lapasse és a titokzatos Arcade d'Orient, mely utóbbi szabadkőműves terminológia lehet.
Firmin Boissint e mellett kapcsolatba hozzák egyrészt a szabadkőművességgel, másrészt pápapárti attitűddel. Erre utalhatnak a kitüntetései is.

## Utolsó évek
Firmin Boissin látási problémákkal küzdött, ezért visszavonult szülőföldjére, Ardèche megyébe. Unokatestvére, Camille Vielfaure megyei képviselőházi tag volt ebben az időszakban. Itt érte a halál 1893-ban, 58-évesen. Az ugyanebben az évben alapított Revue du Vivarais közreműködőként tünteti fel őt.

## Művei
- 1867 :  Opinion d'un catholique sur les idées de Madame Aubray (francia nyelven). Párizs: bureau du mémorial catholique [1867]
- 1868 :  Nos prédicateurs – Portraits et silhouettes (francia nyelven). Párizs: bureaux du journal des villes et campagnes [1868]
- 1868 :  Études artistiques – Salon de 1868 (francia nyelven). Párizs: Douniol [1868]. Hozzáférés ideje: 2020. január 29.
- 1868 :  L'œuvre d'une libre croyante (francia nyelven). Párizs & Toulouse: P. Daffis [1868] (1875)
- 1869 :  Des étrennes du point de vue symbolique (francia nyelven). Orléans: Ainé [1869]
- 1869 :  Visionnaires et illuminés (francia nyelven). Párizs: Liepmannssohn et Dufour [1869]. Hozzáférés ideje: 2020. január 29.
- 1875 :  Restif de la Bretonne (francia nyelven). Párizs: Paul Daffin [1875]
- 1878 :  Le Vivarais et le Dauphiné aux Jeux floraux de Toulouse [archivált változat] (francia nyelven). Vienne: E.-J. Savigné [1878]. Hozzáférés ideje: 2020. január 30. [archiválás ideje: 2020. január 30.]
- 1879 :  Frédéric Mistral et les Félibres (francia nyelven). Vienne: E.-J. Savigné [1879]. Hozzáférés ideje: 2020. január 29.
- 1883 :  La Jacquerie dans le Vivarais de 1789 à 1793 (francia nyelven). Nantes: Vincent Forest et Émile Grimaud [1883]. Hozzáférés ideje: 2020. január 29.
- 1883 :  Un épisode de la Révolution dans le Bas-Vivarais (francia nyelven). Vincent Forest et Emile Grimaud [1883]
- 1885 :  Les Camps de Jalès (francia nyelven). P.-Ch. Hervé [1885] (1896)
- 1887 :  Jan de la Lune, Anthologie Contemporaine V. (francia nyelven) [1887]. Hozzáférés ideje: 2020. január 29.↑ Lune:
- 1888 :  Le paysan dans la littérature contemporaine (francia nyelven). secrétariat de la société d'économie sociale [1888]
- 1889 :  Le Schisme constitutionnel dans l'Ardèche (francia nyelven). Lafont-Savine [1889] (1977)
- 1890 :  Excentriques Disparus (francia nyelven). Bassac: Plein chant [1890] (1995). Hozzáférés ideje: 2020. január 29.

## Fordítás
- Ez a szócikk részben vagy egészben  a   Firmin Boissin című francia Wikipédia-szócikk fordításán alapul.  Az eredeti cikk szerkesztőit annak laptörténete sorolja fel. Ez a jelzés csupán a megfogalmazás eredetét és a szerzői jogokat jelzi, nem szolgál a cikkben szereplő információk forrásmegjelöléseként.